# Il bambino, la talpa, la volpe e il cavallo
Il bambino, la talpa, la volpe e il cavallo (The Boy, the Mole, the Fox and the Horse) è un cortometraggio animato del 2022 diretto da  Peter Baynton e Charlie Mackesy. Adattamento dell'omonimo libro per bambini del 2019 dello stesso Mackey. Il film ha vinto l'Oscar al miglior cortometraggio animato agli Oscar del 2023.

## Trama
Un bambino è da solo e smarrito in mezzo a una tormenta di neve. Una talpa amichevole si offre di aiutarlo a trovare la strada per casa, ma il bambino confessa di non averne mai avuta una. I due proseguono il viaggio insieme, ma vivono momenti di paura quando una volpe si mette sulle loro tracce. Tuttavia, quando la volpe cade in una trappola, la talpa la libera e il piccolo predatore si allontana pieno di vergogna. La mattina dopo il bambino e la talpa continuano il loro viaggio lungo il fiume, ma la talpa vi cade dentro e viene salvata dalla volpe, che si unisce al gruppo seguendoli da lontano.
I tre si imbattono in un cavallo che è stato allontanato dal suo branco e vive in solitudine. Il cavallo si unisce ai tre amici e continuano con il viaggio finché non intravedono le luci di un villaggio. Il bambino crede di aver finalmente trovato una casa ma dopo che il sole sorge i quattro non riescono più a vedere il paesello. Il cavallo rivela di avere le ali e di essere stato allontanato dagli altri cavalli perché diverso da loro. Librandosi sulla groppa del cavallo, il gruppo riesce a ritrovare il villaggio e, accompagnatovi il bambino, gli dicono addio. Tuttavia, il ragazzino torna sui suoi passi e raggiunge i tre amici, affermando che casa è dove ci sono le persone che si ama.

## Distribuzione
Negli Stati Uniti e in Italia il film è stato reso disponibile sulla piattaforma Apple TV+ il 25 dicembre 2022.

## Riconoscimenti
- Premio Oscar
  - 2023 - Miglior cortometraggio animato
- BAFTA
  - 2023 - Miglior cortometraggio animato